# Gnash
Dự án Gnash được lập ra để xây dựng một phần mềm tự do và trình cắm bổ sung trình duyệt cho định dạng tệp Adobe Flash và thay thế phần mềm tư hữu Adobe Flash Player. Chương trình được phát triển từ dự án GPLFlash.
Gnash được thông báo lần đầu tiên bởi John Gilmore. Đứng đầu nhóm phát triển hiện tại là Rob Savoye.